# Саланга (приток Сухоны)
Саланга — река в России, протекает по Вологодской области, в Тарногском районе. Устье реки находится в 187 км по левому берегу реки Сухона. Длина реки составляет 40 км.
Исток Саланги находится в лесах, в 16 км к юго-востоку от Тарногского Городка. Первоначально течёт на юг, в районе впадения Сивежа поворачивает на восток. В среднем течении реки находится покинутая деревня Монастырская. Неподалёку от неё, в полутора километрах от реки, находится деревня
Раменье.

## Притоки
- Наутуй (лв)
- 6 км: Пурная (лв)
- 23 км: Сивеж (пр)

## Данные водного реестра
По данным государственного водного реестра России относится к Двинско-Печорскому бассейновому округу, водохозяйственный участок реки — Северная Двина от начала реки до впадения реки Вычегда, без рек Юг и Сухона (от истока до Кубенского гидроузла), речной подбассейн реки — Сухона. Речной бассейн реки — Северная Двина.
Код объекта в государственном водном реестре — 03020100312103000008954.